# 레퓌블리크급 전함

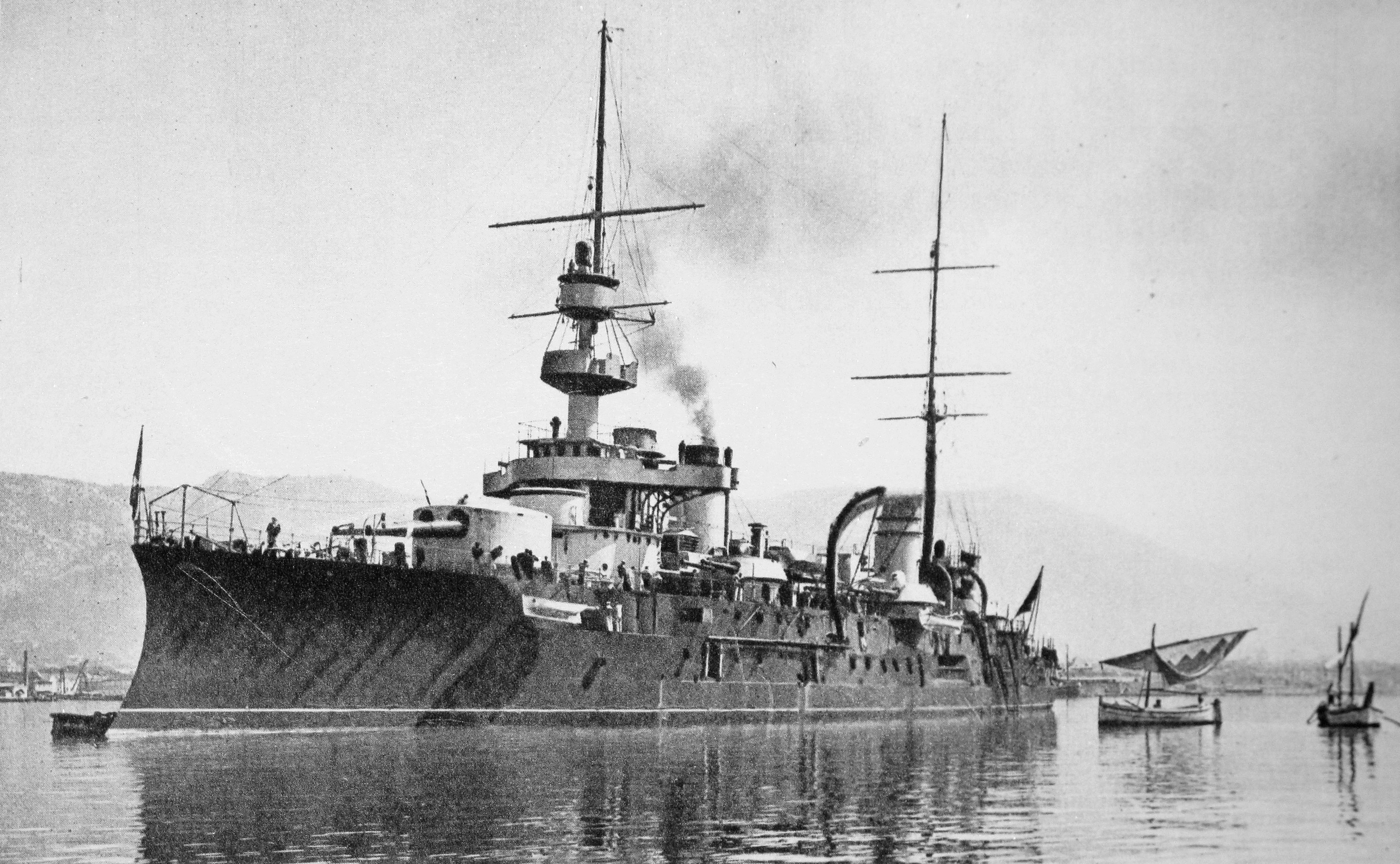
파트리

레퓌블리크급 전함(République-class battleship)은 1900년대 초 프랑스 해군을 위해 제작된 전노급 전함 한 쌍(리드쉽인 레퓌블리크와 파트리/Patrie)으로 구성되었다. 이는 1898년 독일 해군법에 따라 승인된 독일 군함 건조에 대응하기 위한 해군 확장 프로그램의 일환으로 명령되었다. 프랑스 프로그램에서는 6척의 새로운 전함이 필요했다. 마지막 4개는 매우 유사한 리베르테급 전함이 되었다. 루이 에밀 베르탕이 설계한 레퓌블리크와 파트리는 이전 프랑스 전함에 비해 크게 개선되었다. 이것들은 4개의 305mm(12인치) 함포와 18개의 164mm(6.5인치) 함포로 구성된 유사한 공격 무장을 탑재했지만, 대부분의 164mm 함포는 이제 포대보다는 더 유연한 포탑에 장착되었다. 이것들은 또한 상대적으로 작은 손상으로 인해 안정성을 잃는 초기 전함의 경향을 해결하는 훨씬 더 효과적인 장갑 보호 장치를 갖추고 있었다.